# Bent Spear
Bent Spear (Verbogener Speer) ist ein Begriff aus der Terminologie des US-Militärs und wird in der gesamten NATO verstanden.
Bent Spear bezeichnet einen Unfall mit einem nuklearem Sprengkopf oder einem Fahrzeug, das einen solchen transportiert, bei dem im Gegensatz zum Broken Arrow keine Gefahr für die Öffentlichkeit durch den Sprengkopf ausgeht.

## Beispiele in Deutschland
Die Angaben sind mit einer gewissen Unschärfe behaftet, da die Streitkräfte nicht alle Informationen veröffentlichen.
- Am 22. Februar 1970 fiel bei Böttingen der Atomwaffensprengkopf einer Pershing-Rakete während Wartungsarbeiten auf den Boden. Das Areal wurde evakuiert und abgesperrt, der Sprengkopf explodierte jedoch nicht. Der Unfall wurde durch den Fehler eines Arbeiters, der einen Bolzen und Detonationskabel entfernte, ausgelöst. Der Sprengkopf fiel herunter, wurde beschädigt und ein Stück der Raketenspitze brach ab. Der Vorfall wurde zuerst als Broken Arrow eingestuft, später aber auf einen „Bent Spear“ herabgestuft.
- Im Jahr 1974 fiel auf dem britischen Flugplatz Laarbruch eine Atombombe vom Typ WE.177 beim Verladen in ein Flugzeug herunter.
- Im Jahr 1977 führte der Motorbrand eines mit Atomwaffen bestückten Hubschraubers vom Typ CH-47 zum Absturz. Eingestuft als Dull Sword
- Am 23. Februar 1981 explodierte der Motor einer Pershing-II-Rakete.
- Auf einer Gefällstrecke bei Karlsruhe versagten am 2. November 1982 einem US-amerikanischen Raketentransporter mit einer Pershing-Ia-Rakete die Bremsen, worauf er in den Ort Waldprechtsweier raste, mehrere Autos zerquetschte und einen Autofahrer tötete. Vor der Bergung der Wrackteile wurde der ganze Ort evakuiert, weil man befürchtete, dass die Rakete explodieren könnte. Auf ansonsten menschenleeren Straßen patrouillierte die Polizei. Nach stundenlangen Aufräumarbeiten verließ am Nachmittag des 3. November 1982 ein US-Konvoi mit den Wracks von Militärfahrzeugen und Raketenteilen den Ort.
- Eine Atombombe vom Typ WE.177 fiel 1984 auf dem britischen Flugplatz Brüggen / Elmt beim Verladen in ein Flugzeug herunter. Dies verursachte eine zeitweilige Schließung des Stützpunktes
- Am 11. Januar 1985 fing bei Waldheide die erste Stufe einer Pershing-II Rakete bei einer Routineübung Feuer und brannte explosionsartig ab. Teile der Rakete flogen bis zu 120 Meter weit. Nur 250 Meter vom Explosionsort entfernt waren gefechtsbereite Pershing-II Raketen mit Atomsprengköpfen stationiert. Bei dem Unglück wurden drei US-Soldaten getötet und 16 schwer verletzt.
- Ein menschlicher Fehler verursachte am 30. Juni 1986 einen Unfall mit einer Pershing-Rakete. Der Atomsprengkopf fiel von der Rakete auf den Boden.
- Am 5. Mai 1987 landete eine Pershing-Rakete nach einem Verkehrsunfall bei Heilbronn in einem Graben.

## Verwandte Begriffe
- Broken Arrow
- Nucflash